# Jean Gustave Stanislas Bevers
Jean Gustave Stanislas Bevers (Roermond, 23 september 1852 – 's-Gravenhage, 5 januari 1909), was een Nederlands politicus.
Bevers was een katholiek Tweede- en Eerste Kamerlid en minister. Aanvankelijk was hij advocaat en in 1888 werd hij in het district Doetinchem tot Tweede Kamerlid gekozen. Hij behoorde daar tot de meer democratisch gezinde katholieken. Hij verloor in 1894 echter zijn zetel aan een liberaal. Bevers werd als bekwame wethouder van Den Haag tijdens de kabinetsformatie van 1907-1908 aangezocht als minister van Waterstaat in het kabinet-Heemskerk. Hij overleed al na een jaar op 56-jarige leeftijd, nadat hij was getroffen door een beroerte. Was te kort minister om, buiten de weinig aansprekende Rivierenwet, veel tot stand te brengen
- Biografisch Portaal: 32200017
- Digitale Bibliotheek voor de Nederlandse Letteren: beve040
- Parlement.com: vg09lky20ky5